# Rodolphe Salis

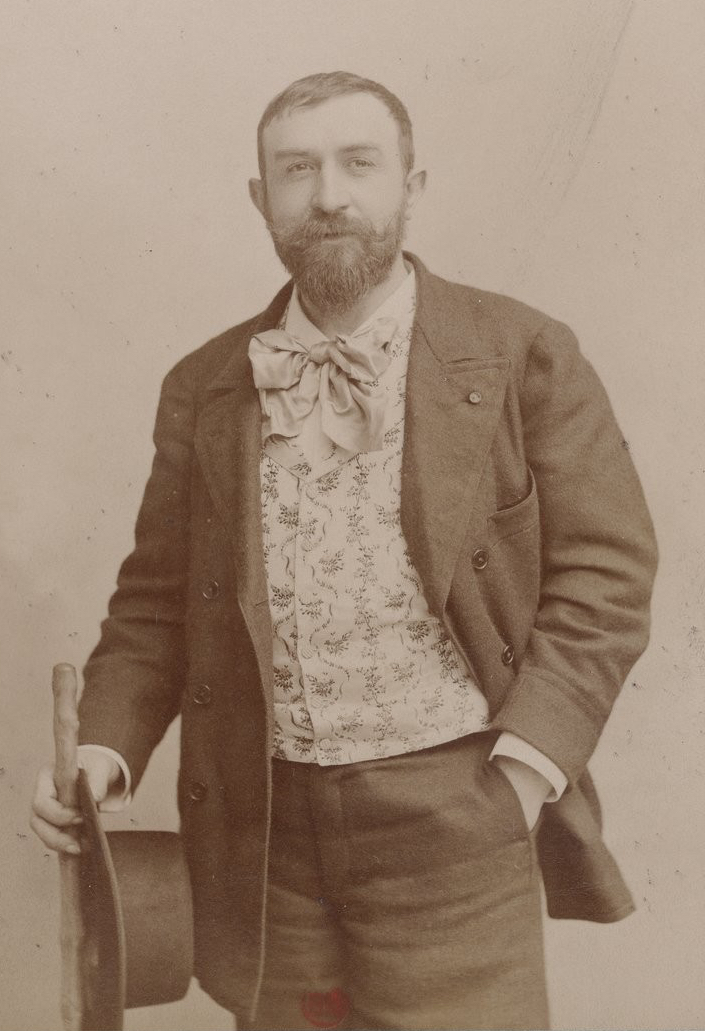
Rodolphe Salis

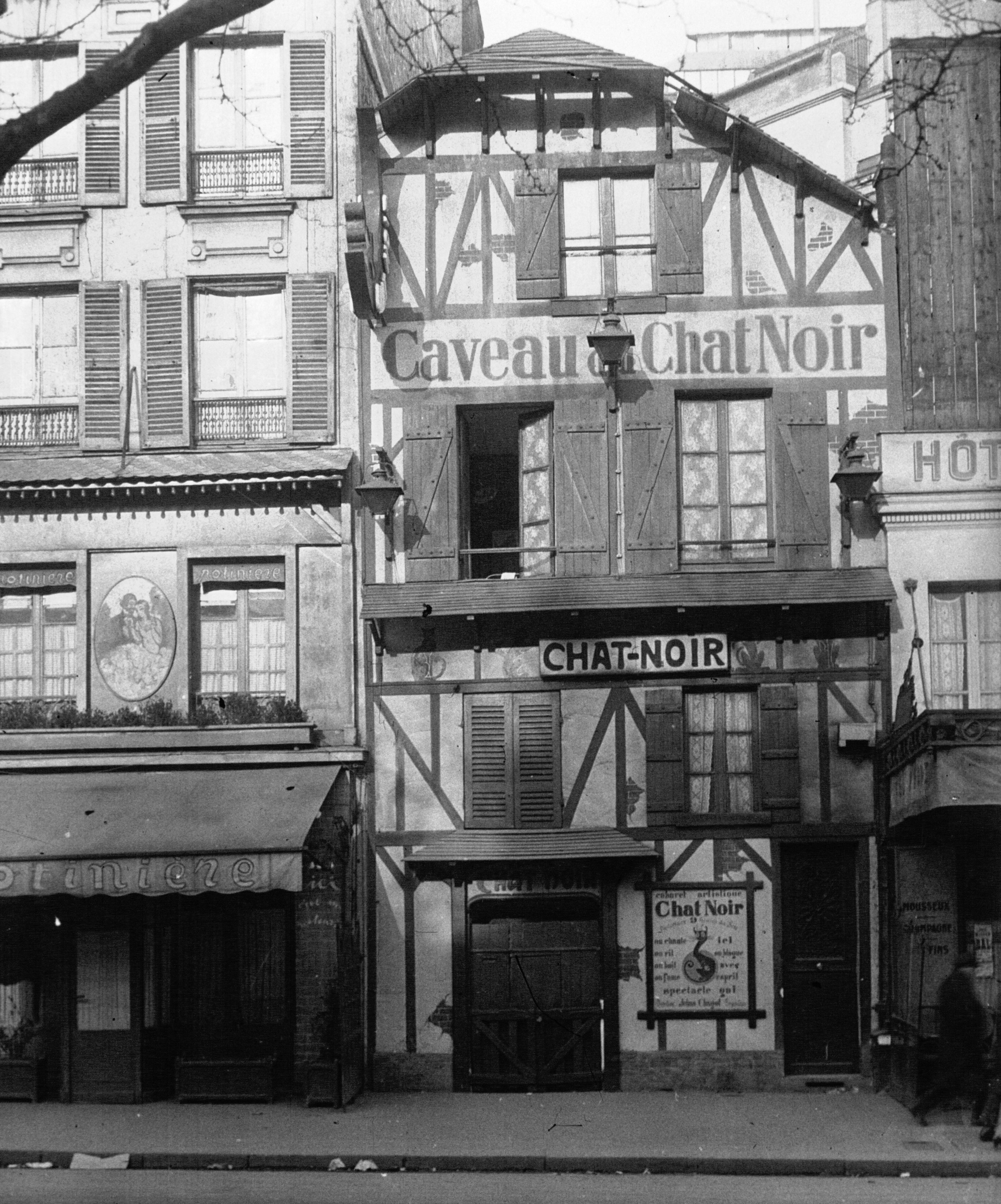
Das Chat noir (1929)

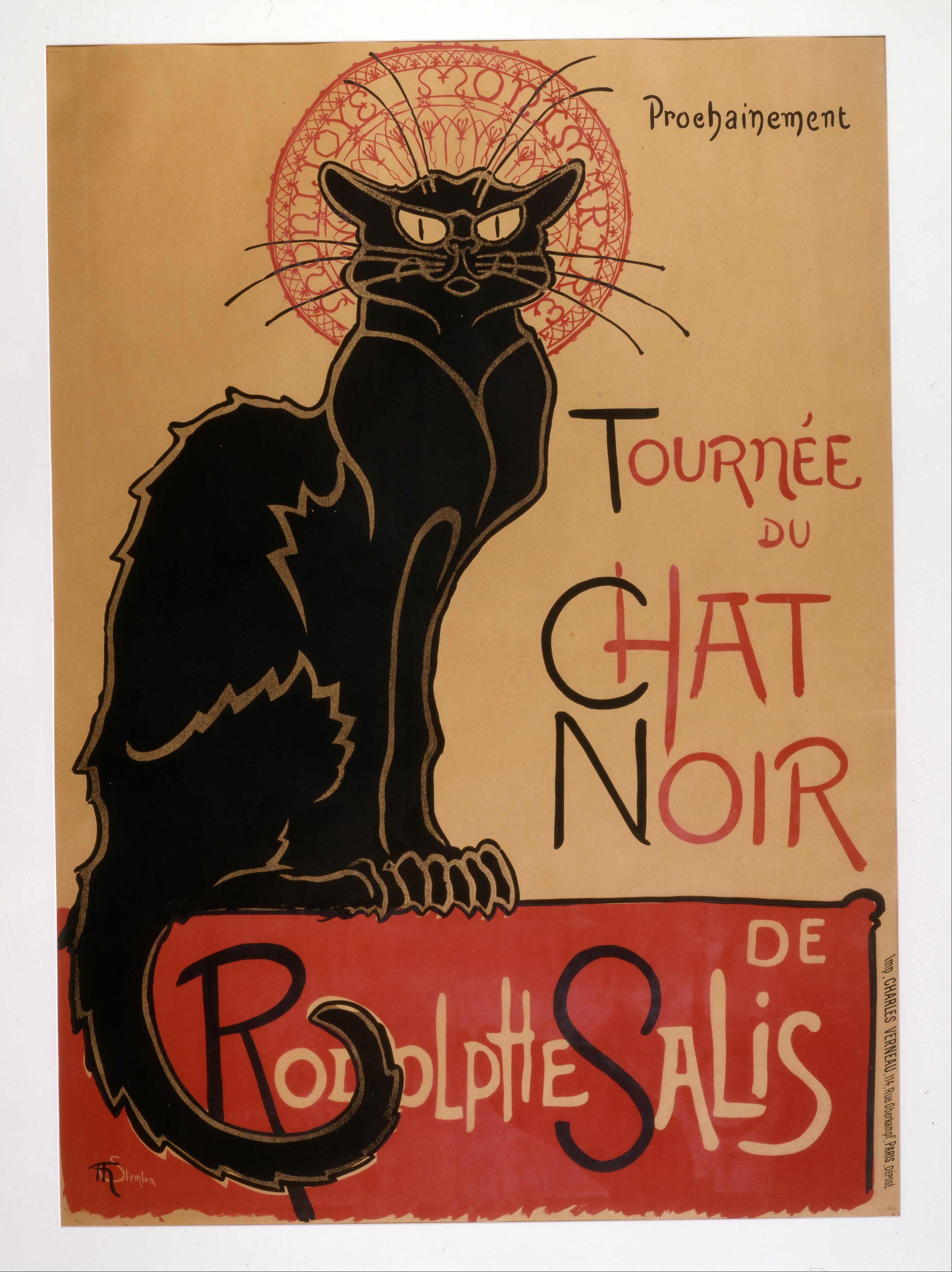
Plakat des Chat noir

Rodolphe Salis (* 29. Mai 1851 in Châtellerault; † 20. März 1897 in Naintré, Département Vienne) war ein französischer Kabarettist, Maler und Graphiker, der als Inhaber des Le Chat Noir („Der schwarze Kater“) bekannt wurde, das als erstes literarisches Kabarett gilt.

## Leben
Sein 1880 in der Boulevard de Rochechouart auf dem Montmartre eröffnetes cabaret artistique, das seinen Gästen „heitere Unterhaltung verbunden mit Zeitkritik“ bot, hatte Salis eigentlich als eine Kneipe von Künstlern für Künstler geplant, doch von Anfang an wurde das Etablissement von bürgerlichem Publikum frequentiert und wegen seines Erfolges bald zum Vorbild der literarischen Kabaretts im In- und Ausland.
Salis wuchs in der Kleinstadt Châtellerault auf, wo sein Vater eine Destillerie betrieb und die künstlerischen Neigungen seines Sohns missbilligte. Im Alter von 23 Jahren ging Salis nach Paris, wo er auf Druck seiner Familie nach einer kurzen Karriere als wenig erfolgreicher Maler und Grafiker nach Gelderwerbsquellen suchte und auf die Idee der Einrichtung eines cabarets kam – damals auf dem Montmartre nichts weiter als eine von vielen Künstlerkneipen. Um sich von den zahlreichen anderen zu unterscheiden, kam er mit Émile Goudeau auf die Idee, dessen Literaturzirkel Les Hydropathes um Gästebewirtung zu bereichern. Sein in einem umgebauten Postamt untergebrachtes Etablissement namens Chat noir nannte er cabaret artistique, im damaligen Sprachgebrauch eine Art Gaststätte mit Kleinkunstdarbietung zur Gästeunterhaltung. Es sollte Künstlern und Malern als Treffpunkt zum Gedankenaustausch dienen. Einer der ersten Stammgäste war Aristide Bruant. Doch das Chat noir entwickelte sich nicht nur zu einem Treffpunkt der Bohémiens, sondern wurde zunehmend von der Pariser Gesellschaft frequentiert, so dass das kleine Lokal schnell zu eng wurde. Wegen Menschenaufläufen vor dem Lokal kam es zu einem Eingreifen der Ordnungsmacht und einem Ultimatum: Entweder Schließung des Ladens oder Zutritt für Jedermann! Salis entschied sich 1885, in eine dreigeschossige Villa in der Rue de Laval (heute Rue Victor Massé) umzuziehen, um sich zu vergrößern. Aristide Bruant übernahm die alten Räumlichkeiten und richtete sein Le Mirliton ein.
An dem neuen Standpunkt richtete Salis neben der Chanson-Bühne auch ein Schattentheater in ein, dessen künstlerische Gestaltung Henri Rivière fertigte. In der Villa war auch die Redaktion des Chat Noir journal untergebracht, ein von Salis ins Leben gerufenes Wochenblatt mit Versen, Kurzgeschichten und Illustrationen.
Salis starb überraschend Anfang 1897, kurz nachdem er an Tuberkulose erkrankt war. Das Chat noir wurde noch im selben Jahr geschlossen. Seine Grabinschrift trug den ihm zugeschriebenen Ausspruch:
Gott hat die Welt geschaffen, Napoléon die Ehrenlegion gegründet. – Ich habe den Montmartre gemacht.

## Auszeichnungen und Ehrungen
Am 6. Mai 2008 wurde er postum mit dem Stern der Satire ausgezeichnet.